# Народна скупштина Краљевине Југославије 1935.
Прва седница новоизабране Народне скупштине, после избора 6. маја 1935. одржана је 3. јуна 1935. Седници је присуствовао цео министарски савет са Богољубом Јевтићем. Седницом је преседавао привремени председник Стеван Јанковић као најстарији народни посланик. На седници 19. јуна бирано је стално Председништво Народне скупштине. За председника је изабран Стеван Ћирић дотадашњи министар просвете. За потпредседнике Скупштине су изабрани Фрањо Маркић, Војислав Лазић и др Јосип Режек, а за секретаре Мустафа Мулалић, Анте Ковач, др Драган Дамић, Милан Баџак и Новица Поповић. Руководство Удружене опозиције нису прихватили резултате избора и одлучили су да њени посланици не иду у Народну скупштину. Јевтић је 20. јуна поднео оставку владе и поред победе на изборима, мандат за нову владу добијо је Милан Стојадиновић коју је већ формирао 24. јуна. Стојадиновић је у владиној Декларацији 4. јула изнео Народној скупштини интенције владе о унутрашњој и спољњој политици.
У току овога ванредног сазива Сенат и Народна скупштина донели су само закон о буџетским дванаестинама. Сазив јe закључен 19. октобра 1935. читањем указа, да би се Народна скупштина изабрана 5. маја 1935. састала y свој први редован сазив за 1935/1936. годину 20. октобра 1935.